# Lavaur (Tarn)

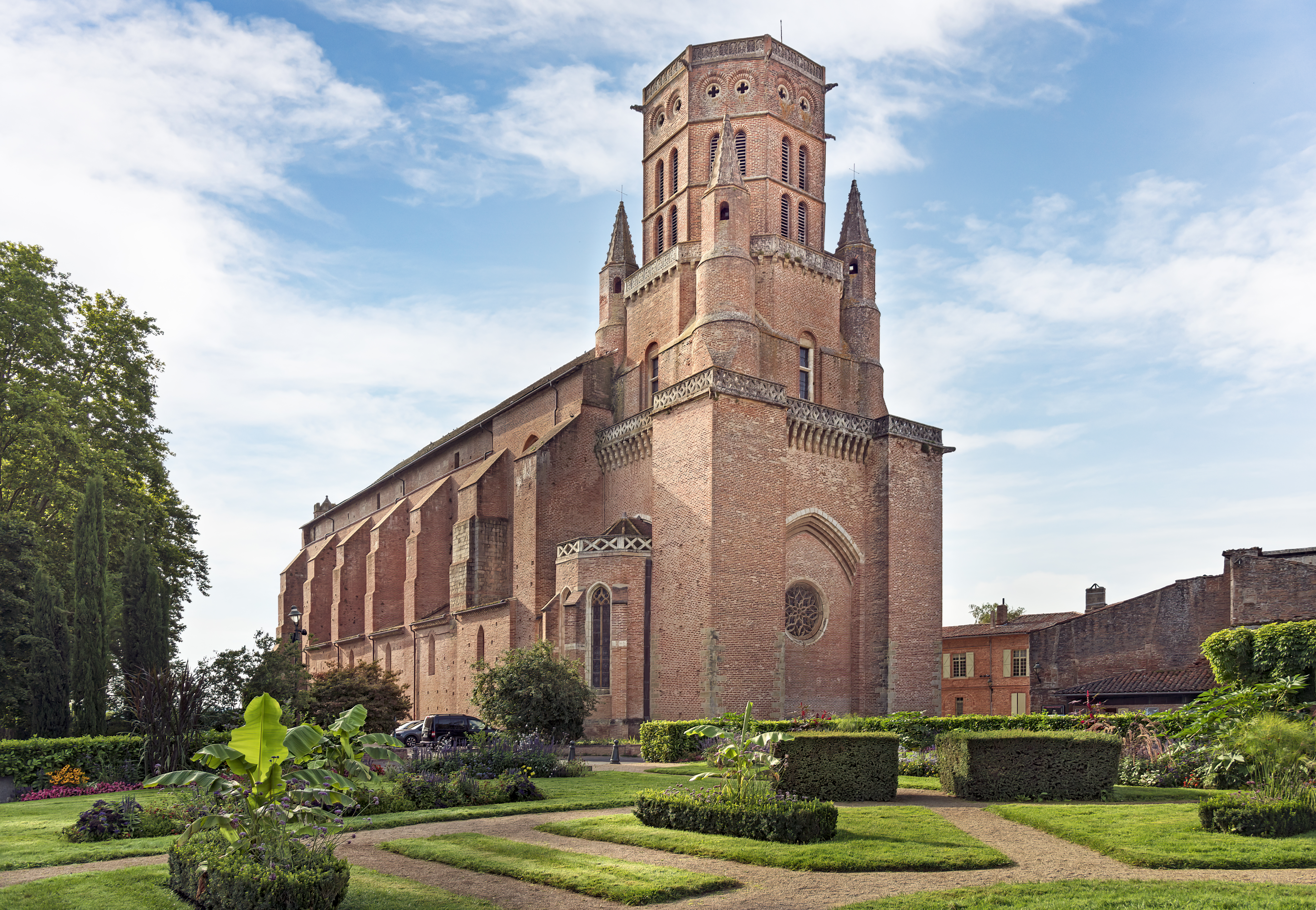
Catedral de Saint-Alain de Lavaur.

Lavaur (en lengua occitana La Vaur) es una comuna francesa del departamento del Tarn en la región de Occitania. Se encuentra situada en la orilla izquierda del río Agout, unos 30 km al noreste de Toulouse y al sur de Gaillac y oeste de Castres.
En 1211 fue el escenario de uno de los episodios más sangrientos de la Cruzada albigense. Su monumento más significativo es la Catedral de Saint-Alain del Siglo XIII.

## Demografía
| 6291 | 7665 | 7897 | 7972 | 8148 | 8537 |
| Para los censos de 1962 a 1999 la población legal corresponde a la población sin duplicidades (Fuente: INSEE [Consultar]) |      |      |      |      |      |

## Hermanamientos
- El Vendrell